# Mertasinga (Cilacap Utara)
Mertasinga is een bestuurslaag in het regentschap Cilacap van de provincie Midden-Java, Indonesië. Mertasinga telt 15.643 inwoners (volkstelling 2010).